# Lobelia burttii
Lobelia burttii là loài thực vật có hoa trong họ Hoa chuông. Loài này được E.A.Bruce mô tả khoa học đầu tiên năm 1933.